# Tre leo
Tre leo (danh pháp: Bambusa sesquiflora) là một loài thực vật có hoa trong họ Hòa thảo. Loài này được (McClure) L.C.Chia & H.L.Fung miêu tả khoa học đầu tiên năm 1980.